# Critica fumettistica
La critica fumettistica è un genere letterario che ha competenze in materia di studio, analisi, recensione, spiegazione e giudizio di un'opera a fumetti.
Analogamente alla critica cinematografica, possiamo distinguervi due correnti: una giornalistica (atta alla recensione dell'opera) e una teorica (atta allo studio di essa).